# فردا گریه خواهم کرد
فردا گریه خواهم کرد خودزندگینامهٔ لیلیان روث، هنرپیشه و خوانندهٔ اهل ایالات متحده آمریکا است. این کتاب دستمایهٔ فیلمی به همین نام به کارگردانی دانیل مان قرار گرفت.